# Джакіпов Сейтгалій
Сейтгалій Джакіпов (1 грудня 1910, аул Джеланди Лепсинського повіту Семиріченської області, тепер Абайської області, Казахстан — 21 квітня 1994, Казахстан) — радянський державний діяч, 1-й секретар Алма-Атинського обласного комітету КП Казахстану, голова Державного комітету з лісового господарства Ради міністрів Казахської РСР. Депутат Верховної ради Казахської РСР. Депутат Верховної ради СРСР 4-го скликання.

## Біографія
У 1933 році закінчив Казакський крайовий землевпорядний технікум.
У 1932—1938 роках — старший землевпорядник Лепсинського, Андрєєвського районних земельних відділів Алма-Атинської області Казахської АРСР. Член ВКП(б).
У 1938—1942 роках — заступник голови, голова Алма-Атинської обласної профспілки працівників земельних органів.
У 1942—1947 роках — консультант, помічник завідувача секретаріату Ради народних комісарів Казахської РСР; начальник групи сільського господарства Ради міністрів Казахської РСР.
У 1947—1949 роках — голова виконавчого комітету Талди-Курганської обласної ради депутатів трудящих.
У 1949—1952 роках — слухач Вищої партійної школи при ЦК ВКП(б).
У липні 1952 — січні 1954 року — голова виконавчого комітету Східно-Казахстанської обласної ради депутатів трудящих.
З січня по серпень 1954 року — 1-й секретар Алма-Атинського обласного комітету КП Казахстану.
У 1954—1957 роках — заступник голови виконавчого комітету Кустанайської обласної ради депутатів трудящих.
У 1957—1958 роках — заступник міністра державного контролю Казахської РСР.
У 1958—1960 роках — заступник голови Комісії радянського контролю Ради міністрів Казахської РСР.
У 1960—1961 роках — 1-й заступник міністра сільського господарства Казахської РСР.
У 1961—1966 роках — начальник Головного управління лісового господарства та охорони лісу Казахської РСР.
У 1966—1970 роках — голова Державного комітету з лісового господарства Ради міністрів Казахської РСР.
З 1970 року — персональний пенсіонер. 
Помер 21 квітня 1994 року.

## Нагороди
- два ордени Трудового Червоного Прапора
- орден Червоної Зірки
- орден «Знак Пошани»
- медалі